# 姜遐
姜遐（640年—691年7月14日），字柔远，秦州上邽人（今甘肃省天水市），唐朝官员。唐玄宗宠臣姜皎、姜晦之父，宰相李林甫外祖父。唐书称其“美姿容”，奏事时口才了得，条理清晰。

## 生平
姜遐是左屯卫大将军姜行本之子，贞观十九年(645年)，姜行本跟随唐太宗征讨高句丽时，在盖牟城中流矢身亡。被追赠为郕国公，谥曰襄，陪葬昭陵。
18岁时姜遐入弘文馆，又奉制授东宫通事舍人，寻升为通事舍人，管理接待外邦朝贡和外交之事务。后转为武职，调任左卫翊府郎将，警卫皇城。不久又调回任通事舍人、内供奉。寻检校光禄少卿，不久转为正职，时年四十岁。
永淳二年(683年)正月，跟随唐高宗祭祀嵩山。此后历任左豹韬卫将军、左鹰扬卫将军，仍兼任通事舍人、内供奉。天授二年八月十四日（691年7月14日）逝世于东都洛阳明义坊府第，年五十二（或六十二）。同年十月十日，与夫人窦氏（兰陵公主李淑之女）合葬于昭陵神迹乡其父姜行本墓地旁。后玄宗时以子贵追赠吏部尚书。
子为姜皎、姜晦，唐玄宗宠臣。一女嫁给李林甫之父李思诲。

## 家族
属天水姜氏，关陇世族之一：
- 高祖父：姜真，后魏南秦州刺史。
- 曾祖父：姜景，北周梁州总管、建平郡开国公，食邑三千户，赐姓宇文氏。
- 祖父：姜，唐起义相国府员外宾曹参军，左散骑常侍，光禄大夫，秦、陇二州刺史，长道县开国公，谥曰安。
- 父亲：姜行本，唐水部、兵部郎中，四为将作少匠，殿中监，左屯卫大将军，追赠左卫大将军、郕国公，谥曰襄，陪葬昭陵。
  - 兄长：姜简，袭郕国公，永徽中，官至安北都护府都护。
    - 侄儿：姜晞，袭郕国公，礼部侍郎，开元初任左散骑常侍。

  - 夫人：窦氏，唐太宗外孙女、驸马都尉窦怀悊和兰陵公主李淑之女。
    - 长子：姜皎，唐玄宗宠臣，封楚国公，官至太常卿、秘书监。后失宠，被处以杖刑后配流岭外，行至汝州(现河南汝州)而卒。
      - 孙子：姜庆初，袭封楚国公。与李林甫为表兄弟，天宝十载，尚玄宗女新平公主，授驸马都尉。永泰元年，拜太常卿。

    - 次子：姜晦，官至兵部侍郎，与兄姜皎同朝为官，后因兄弟俩权势太盛，调任宗正卿。后因姜皎案牵连左迁春州司马、海州刺史。

## 姜遐碑

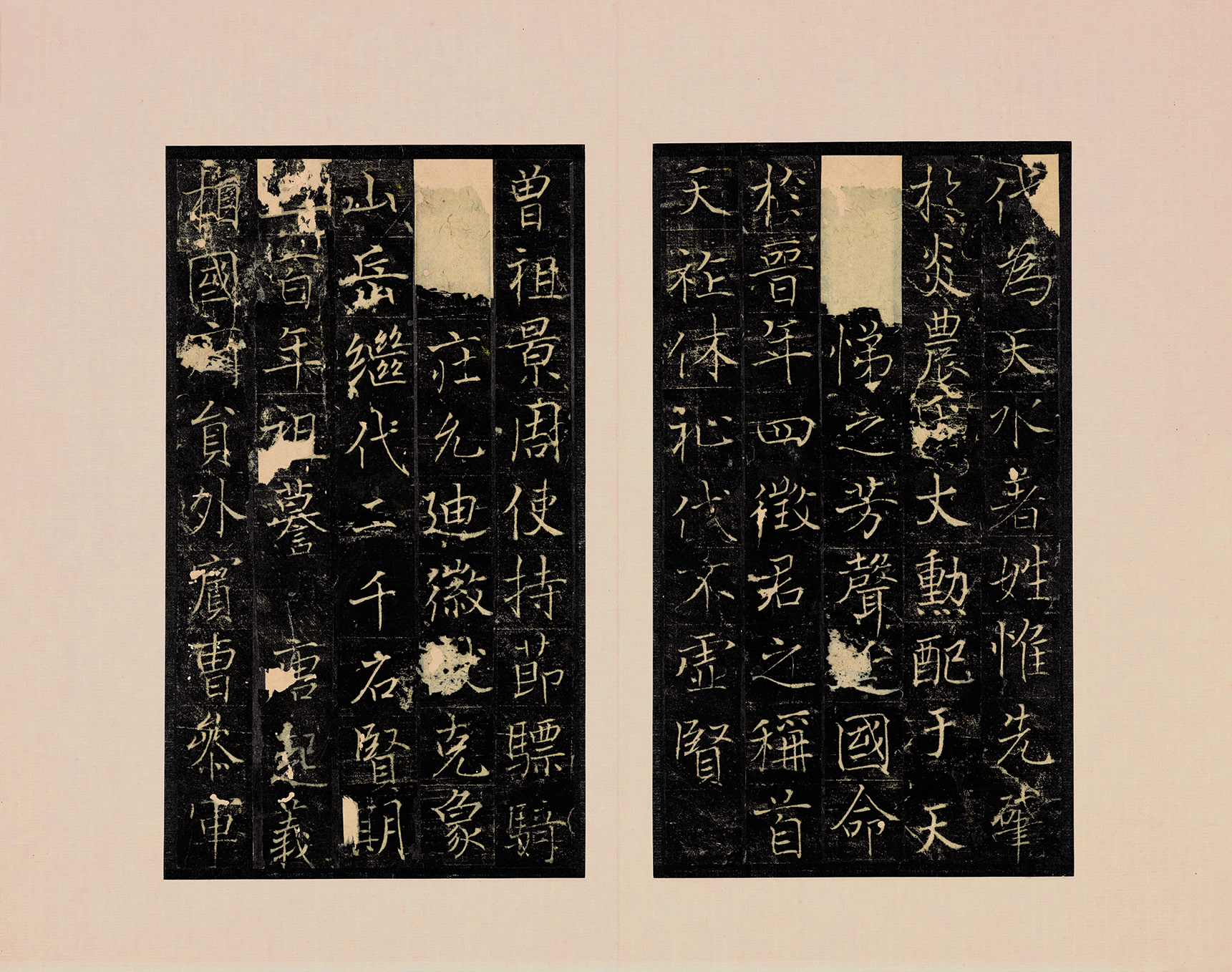
宋拓姜遐碑册

姜遐碑早年断裂，碑首及上截遗失，仅剩下截，故称《姜遐断碑》。1974年在陕西礼泉县昭陵乡庄河村姜遐墓附近发现上半部分，昭陵博物馆将其与下半截相接，始成全碑。碑身高2.79米，宽1.03米，厚31厘米。碑额篆书，题《大唐故吏部尚书姜府君之碑》，碑文楷书，共34行，满行70字。碑下截因历代捶拓，字已磨灭殆尽，上截断为两块，然因出土不久，文字大部清晰。碑文为姜遐之侄姜晞所撰。

（缺二十一字）姜府君之碑并序

（缺）侍郎郕国公晞撰文并书

（缺十五字）里〇之〇公矣。〇〇〇〇以〇海潢〇，岂鱼颉鸟鸣，〇〇望舆，彼规规之流，〇间间之智亦众矣。咸欲轮英攀景，蹑贤飞光，则负鼎者绝膑，已（缺二十三字）卫〇〇〇之贤〇有五，终以亡国。〇〇子之薄于德而厚于〇，东里闾之美其貌而空其腹，复何取焉。其有王允之一日千里〇〇之〇〇〇〇〇〇〇〇环〇〇〇〇〇〇〇〇风武〇〇〇归于〇〇；闻垂裕文伯，宜〇后于鲁〇，公之有焉。
公讳遐，字柔远，代为天水著姓。惟先肇于炎农氏，大〇配于天，今为下邽人也。〇〇道（下缺十七字）之〇。盛家风于汉业，三〇〇之〇声；〇国命于晋年，四征君之〇首。天祚休祉，代不虚贤。曾祖景，周使持节骠骑大将军、上开府仪同三司、口口口四州刺史，建平郡开国公。食邑三千户，赐姓宇文氏。谥曰口。允迪徽猷，克象山岳，继代二千石，贤期五百年。祖謩，唐起义相国府员外宾曹参军事，散骑常侍、光禄大夫、秦陇二州刺史、长道县开国公，谥曰安。永安同里，待以旧恩，颍川从〇，〇〇〇〇。父确，奉唐起义，水部、兵部郎中，四为将作少匠，殿中监，左屯卫大将军，赠左卫大将军、上柱国、郕国公，谥曰襄。〇天〇而廓妖氛，开县宇而光休业。信都奔命，始拔乐〇。〇〇旗鼓，终摧〇壁。公殷盛德雍熙之风，禀灵岳逍遥之气，〇五秀以会质，〇六行以崇心。〇〇〇〇之年，〇〇〇成之望。〇金环而不〇，鄙〇裳而〇饰。至于详覆儒玄，则必探迹〇〇。〇之以孝友，〇之以仁贤，时谓谢室颜回，张家曾子矣。故伯父太子仆尝指公而谓人曰：“此子〇〇多〇，〇为一代之伟器，但籍霑〇之效，不可负其才识耳。”年甫十八，以弘文及第，宗党叹其秀〇，邦国以为美谈。又奉制授东宫通事舍人。时春闱肇建，妙选寮寀，公〇〇〇〇之器，〇承佐命之勋，是用对扬天子之殊贤也。始则誉高于鹤禁，终〇〇〇〇凤〇。寻迁通事舍人。公仪形瑰伟，明晤如神，彦辅云天，披睹莹目，太初日月，怀袖〇〇。〇一卿之〇，〇〇载之杰。每至万邦朝觐，皇帝临轩，未尝不光侍紫微，奉扬〇〇。鸾凤六象，方〇俯仰之容；〇韶九成，〇〇铿锵之韵。夷夏以为殊观，朝廷莫不骇瞩。昔〇〇〇词令之美，用〇时荣；何邵居近侍之班，以辉帝室。固未足以比齐光景也。秩〇〇〇兹任，以公〇无以易，故久於其职。顷之，迁左卫翊府郎将。肃钩陈以警卫，奉阊阖〇〇诚。是时，圣道日跻，思崇雅诰，以为畅皇风而敷元气，奉宸极而降王言，〇〇〇〇，〇难其选。〇〇文纲以取俊，採时秀以旌奇，虽则荏苒有年，〇无以上膺成命。寻又制授通事舍人、内供奉。先是雍州长史高审行亦以究亮博茂而前受制焉。顾谓公曰：“〇〇〇来仪喻鹿眼，〇解箭矣。”寻检校光禄少卿。明试以功，满岁为正。四〇九列，有美昔人；七侍二〇，同苻曩哲。时公春秋卌矣。少登棘寺，朝无与二焉。永淳二年（683），驾幸嵩岳，以公为左卫将军。此後七年不进转，後来者多升上位，时论殊以为屈。公处之怡然，未始以细故婴怀也。同李虔之久不进序，异归田之恨词。类汲黯之谢于迁班，殊积薪之褊望。寻〇〇〇〇考洛州及诸县官属。公神无滞识，明有馀鉴，正之以黜陟，饰之以文理。自午及未，考绩详〇。时河南令赫连、〇阳令〇元忠等，咸以公文吏之用，晋代刘穆之之畴也。〇〇〇地官侍郎，馀如故。修六礼以节人性，明七教以兴人德。天工人代，公实崇之。至若嚣兢噂嗒，〇庭之讼斯广；翰墨填委，鞅掌之务实烦。公明镜悬心，太阿在手，游仞得其余〇，〇〇〇以无声。〇是云〇在天，岂直风生〇阁。时恩敕赐绢百匹，以彰才用之效也。又奉制，令副知京官考，久之，授左豹韬卫将军。则天皇后谓公曰：“以卿文武兼资，门〇〇节，故授斯任。”以国庆，累封〇〇〇，俄丁内忧去职。哀贬柴毁，莫能俯就。寻夺礼，起为左豹韬卫将军，居无何，迁左鹰扬卫将军，仍依前舍人、内供奉。时以公久于趋侍，谙练旧仪，〇〇典宪，每敕公与执事参议焉。或降中使，频延厚锡。公虽祇奉恩奖，而毁疚弥侵。服未释缞，荼不辍茹，终为死孝，竟不胜哀。以天授二年八月十四日薨于东都明义里，春秋五十有二。遗命务令薄葬，归於旧茔。冕旒兴悼，敛日赐朝服一袭，賵赠有加，哀荣以备。夫人窦氏，驸马都尉、凉州都督之女，母兰陵公主。夫人茂龄早逝，淑范仍传，垂训京陵，〇诸彤史，即以天授二年十月十日，同合葬於昭陵神迹乡之旧茔，礼也。惟公英韵俊发，朗识开济，极于赏会，妙于清谈，是以良友听言，则神思清发；通贤阻德，则鄙〇〇生。以道润身，耻名浮行。诣微索隐，搴枝叶于玄经；原始要终，求圣贤于黄卷。坚正以静退自守，未尝依靡容悦，攲倾权贵之间。见必先知，事无后悔。驱诸浮长之用，摈诸矜矫之〇。检训子侄，不交异类。士无操行，不入刘毅之门；人异通家，岂造李膺之室。自丧妻后，不复再婚。或有非公者，公曰：“掇蜂构寡，败絮无亲。前鉴斯明，吾是以追子舆之志矣。”接诱亲故，〇于穷蹙。每有〇济，则终始〇之。加以博闻强识，备殚诸艺，尤善草隶，超冠一时。雅好山水，所居必有园池峰石之异地焉。构巘汲流，以极其妙。谢公楼馆，广中外之名游；潘椽园林，总班〇之良会。虽家尚清素，恒戒满盈。至於奉亲也，则罄无方之养，故有女伎歌舞之娱，加洞精律吕，每自奏于长筵之末。昔金昌亭下，弹司空之雅琴；青溪水前，听将军之妙笛。公之风〇通率有逾焉。〇酣宴之后，未尝不操翰纪时，文咏翩翩，谅以继乎风雅矣。时中书令薛元超尝谓公曰：“谅国英时望矣。”何神听之无应，何天假之不延。位不阶于鼎司，年不偶于中〇，抱创巨于泉壤，瘞明德于山丘。长子银青光禄大夫、太常卿、楚国公晈，次子兵部侍郎晦等，并左右朝廷，翊戴日月，声动海内，宠冠人伦。圣上用嘉厥勋，俾光先赠，迺下制追赠公吏部尚书，赠太夫人为〇国夫人。永昭〇灵，以申罔极。痛百身兮无赎，思万古兮扬亲。式纪盛猷，遂刊贞石。犹子礼部侍郎晞，以晋之王珣、梁之何逊；惟伯惟叔，咸自为文。〇以亲奉风规，〇假傍求〇术。意将申而气〇，言欲〇而心〇。遂为铭曰：

炎昌帝绪，齐高伯勋。表海功茂，〇江孝闻。家风祖德，桂馥兰芬。惟公挺秀，嵩山出云。

器宇〇建，标〇倜傥。〇冰〇〇，琼峰外〇。心〇逢〇，云披迁〇。行必可则，言归于谠。

括囊众艺，该综多能。九三良马，九万征鹏。电足〇骛，风翼超腾。棘司载理，览观斯登。

蹇谔为臣，忠贞奉〇。〇〇天宪，必〇帝宇。北宸重寄，西〇掌武。珪〇赫弈，谦光伛偻。

神〇昧昧，天道茫茫。短辰何短，长夜何长。八座追赠，万古垂光。惟祖考兮令德，日昇月望兮山之阳。